# Kiril Ivkov
Kiril Lozanov Ivkov (in bulgaro Кирил Лозанов Ивков?; Pernik, 21 giugno 1946 – 24 maggio 2025) è stato un calciatore bulgaro, di ruolo difensore.

## Carriera
Fu calciatore bulgaro dell'anno nel 1974 e nel 1975. Vinse 4 volte il campionato bulgaro (1968, 1970, 1974, 1977) e 4 volte la Coppa di Bulgaria (1970, 1971, 1976, 1977) e nel 1968 ottenne una medaglia d'argento alle Olimpiadi con la sua Nazionale.

## Palmarès

### Giocatore

#### Club
- Campionato bulgaro: 4

Levski Sofia: 1967-1968, 1969-1970, 1973-1974, 1976-1977
- Coppa di Bulgaria: 4

Levski Sofia: 1969-1970, 1970-1971, 1975-1976, 1976-1977

#### Nazionale
- Argento olimpico: 1

Città del Messico 1968

### Allenatore
- Coppa di Bulgaria: 1

Levski Sofia: 1985-1986